# Spieler ohne Skrupel
Spieler ohne Skrupel (Originaltitel: The Gambler) ist ein Filmdrama aus dem Jahr 1974, das von Karel Reisz gedreht wurde und auf dem Drehbuch von James Toback basiert. James Caan, Paul Sorvino und Lauren Hutton spielen die Hauptrollen. Toback schrieb die Geschichte, in dem er auf seine eigenen Probleme mit Glücksspielerei zurückgriff. James Caan erhielt für die Rolle eine Golden-Globe-Nominierung.

## Handlung
Axel Freed ist ein Schriftsteller sowie Harvard-Professor für Englische Literatur, der unter Spielsucht leidet, die er nach und nach nicht mehr verbergen kann. Im Unterricht inspiriert Freed seine Studenten mit der Interpretation von Fjodor Dostojewskis Werken, während er im Privaten von der schönen Billie umgarnt und von seiner Familie – seiner Mutter Naomi, einer Ärztin, und seinem Großvater, einem wohlhabenden Geschäftsmann – geschätzt wird.
Unbesonnenes Spielen hat jedoch zu hohen Schulden bei Freed geführt, von denen weder seine Familie noch seine Freundin etwas wissen. Sein Buchmacher Hips mag den Professor zwar, doch er droht mit ernsthaften Konsequenzen, falls er nicht bezahlen kann. Als Billie davon erfährt, dass er bei Hips mit 44.000 US-Dollar in der Kreide steht, hinterfragt sie ihre Beziehung. Freed erzählt ihr mit Zuversicht, dass sie die Gefährlichkeit seines Lebens lieben würde, auch „die Möglichkeit von Blut“.
Der passionierte Spieler erhält 44.000 US-Dollar von seiner zögernden Mutter. Axel geht daraufhin mit Billie nach Las Vegas und erspielt sich ein kleines Vermögen, das er allerdings fast sofort wieder verspielt. Seine Wut lässt er zusehends an Billie aus. Er versucht sich Geld von seinem Großvater auszuleihen, der sich allerdings von ihm abwendet. Um seine Schulden zu bezahlen, lässt Freed sich auf einen Handel mit dem Star des Basketballteams ein. Freed verspricht dem Studenten Geld, wenn dieser das Spiel so beeinflusst, dass er seine Sportwette gewinnen kann. Sein Plan geht auf, doch Axel ist nicht vollends zufrieden: Hips erzählt er, dass gerade das Wetten auf unwahrscheinliche Gewinner im Gegensatz zu sicheren Favoriten wirkliche Spannung bringe und Spieler eigentlich insgeheim verlieren wollen.
Am selben Abend lässt sich Axel auf einen Streit mit einem Zuhälter ein, da er nicht dessen Prostituierte bezahlen will. Die Prostituierte schlägt ihn ins Gesicht und Blut tritt aus der Wunde, was Axel in einem Spiegel lächelnd registriert.

## Hintergrund
The Gambler wurde das erste als Film produzierte Drehbuch des Autors James Toback, der selbst lange ein Doppelleben als Spielsüchtiger auf der einen Seite, als erfolgreicher Dozent auf der anderen Seite führte. Zudem war Toback wie seine Figur Literaturdozent – in seinem Fall das City College of New York und nicht wie bei Axel Freed das Harvard College. Allerdings hatte Toback in den 1960er-Jahren in Harvard studiert. Inspiriert wurde Toback auch durch den Dostojewski-Roman Der Spieler und schrieb zunächst seine Idee als Roman nieder, ehe er den Entwurf in das Drehbuch zu diesem Film umarbeitete.
James Toback wollte ursprünglich den noch in seinem Aufstieg zum Filmstar befindlichen Robert De Niro für die Hauptrolle, der dieser Rolle auch zugeneigt war. Regisseur Karel Reisz entschied sich allerdings schließlich für James Caan, der nach dem Welterfolg von Der Pate damals deutlich bekannter als De Niro war.

## Kritiken
Der Filmdienst schreibt: „Atmosphärisch dichte, realistisch-melodramatische Verfilmung eines autobiografisch gefärbten Drehbuch-Debüts. In Regie und Darstellung ausgezeichnet.“ Cinema nannte den Film eine „packende Charakterstudie“.

## Neuverfilmung
Im Jahr 2014 erschien die Neuverfilmung The Gambler unter Regie von Rupert Wyatt mit Mark Wahlberg in der Hauptrolle.